# Concepción Pérez Morales
Concepción Pérez Morales (Alcoi, 18 de desembre de 1957) és una professora i política valenciana, diputada a les Corts Valencianes en la III i IV Legislatures.
Ha treballat com a professora d'Educació General Bàsica i ha estat militant del sindicat FETE-UGT. Fou escollida diputada pel PSPV-PSOE a les eleccions a les Corts Valencianes de 1991 i 1995. Ha estat secretària de la Comissió de Medi Ambient (1991-1995) i de la Comissió d'Agricultura, Ramaderia i Pesca (1995-1999) de les Corts Valencianes.